# Тровање дезинфицијенсима током пандемије ковида 19
Тровање дезинфицијенсима у пандемији ковид 19 која могу бити намерна и ненамерна због гутања дезинфицијенса за руке на бази алкохола (који су постали једна од најтраженијих роба на глобалном нивоу), су у наглом порасту током трајања пандемије ковида 19. До ових података дошло се на основу упоредне анализе података добијених у истраживањима спроведеним у Великој Британији и САД у периоду од 1. јануара до 14. септембра 2020. године, и података из ретроградних студија за исти период 2019. године.

## Опште информације
Средства за дезинфекцију руку на бази алкохола су течности, гелови или пене који садрже 60–95% етил алкохола (етанол) или 70–95% изопропил алкохола (изопропанола) који се користе за дезинфекцију руку. 
Ако сапун и вода нису лако доступни, институти за јавно здравља на глобалном нивоу препоручује употребу средстава за дезинфекцију руку на бази алкохола који садрже најмање 60% етилног алкохола (етанол) или 70% изопропил алкохола (изопропанол) у заједници. У здравственим установама, ове препоруке прецизирају да производи за дезинфекцију руку на бази алкохола треба да садрже 60% -95% алкохола (≥60% етанола или ≥70% изопропанола). Према Управи за храну и лекове (ФДА) у САД, која регулише средства за дезинфекцију руку на бази алкохола као лек без рецепта, метанол (метил алкохол) није прихватљив састојак.
Огромна количина ових производа који се, од почетка пандемије ковида 19, сада могу наћи по домовима, болницама, школама, радним местима и другде, где се понекад и неконтролисано користе, и могу бити разлог за забринутост због могућих злоупотреба. Наиме, средства за дезинфекцију руку на бази алкохола, ако се прогутају, могу имати токсичне ефекте и чак могу бити смртоносна. У прилог томе иде податак на основу досадашњих сазнања из 2020. године, да су све учесталија тровања и смртни исходи због гутања средстава за дезинфекцију руку, било да се ради о намерном  или ненамерном уношењу.
Док су рани клинички ефекти тровања метанолом и етанолом слични (нпр. главобоља, замагљен вид, мучнина, повраћање, бол у стомаку, губитак координације и смањен ниво свести), особе са тровањем метанолом могу развити озбиљну метаболичку ацидозу са анјонским размаком, моторним нападима и слепилом. Ако се тровање метанолом не лечи, може бити фатално. Преживели након тровања метанолом могу имати трајно оштећење вида, укључујући потпуни губитак вида (који је последица  директног токсичног ефекта формата, односно токсичног анјонског метаболита метанола, на оптички нерв.

## Епидемиологија
Велика Британија
Само у Великој Британији, тровања дезинфицијенсима за руке на бази алкохола, преме подацима о пријављеним случајевима Националној служби за информације о отровима (НПИС) скочила су за 157% - са 155 случајева колико их је било између 1. јануара и 16. септембра 2019. на 398 случајева између 1. јануара и 14. септембра 2020. године.
Сједињене Америчке Државе
Повећање броја тровања дезинфекционим средством за руке на бази алкохола током пандемије ковида 19 такође је забележено и у Сједињеним Америчким Државама. Америчко удружење и центар за контролу тровања, извештава да подаци из Националног система података о отровима (НПДС) указују на то да је у већем делу 2020. године регистровано 32.892 случаја тровања дезинфицијенсом за руке у 55 америчких центара за контролу отрова, односно да је од 1. јануара до 15. новембра 2020. - утврђен раст тровања од 73%, у поређењу са истим временским периодом током 2019. године.
Категорије отрованих
Међу лицима која су се отровала ненамерно или намерно гутањем дезинфицијенса за руке на бази алкохола, доминирала су:
- деца,
- особе са деменцијом/конфузијом,
- особе са менталним проблемима.

До ових података дошло се након истраживања спроведеног од стране Одељење за здравствене науке примарне здравствене заштите, Универзитета у Оксфорду, Енглеска.  

### Два случаја смрти
Први случај

У једном случају, 30-годишњакиња, заточена у психијатријској јединици која је примила антидепресив венлафаксин , пронађена је мртва у свом болничком кревету, а поред ње је била посуда са гелом за дезинфекцију руку. Према извештају надлежних из болнице:

Гел је био доступан пацијентима на одељењу из заједничког комуналног апарата, а пацијентима је било дозвољено да њиме пуне шоље или друге посуде како би их држали и користили у својим собама.
Пост мортем анализом утврђен је висок ниво алкохола у крви преминуле пацијентице (214 мг алкохола у 100 мл крви). Као медицински узрок смрти наведено је истовремено „гутање алкохола и венлафаксина“. Мртвозорник је закључио да је комбинација ових супстанци изазвала застој у дисању, што је довело до токсичне хипоксије и смрти.
Други случај
У ово случају учествовао је 76-годишњак који је ненамерно прогутао непознату количину пене за дезинфекцију руку на бази алкохола прикачене на подножје његовог болничког кревета.
Пацијент је у анамнези имао агитацију и депресију и лечен је антидепресивима, а током претходних 9 месеци био је све збуњенији, вероватно због васкуларне деменције.
У његовој крви пронађен је етанол у концентрацији од 463 мг/дЛ (100 ммол/л) на почетку мерења и 354 мг/дЛ (77 ммол/Л) 10 сати касније. Примљен је на одељење интензивне неге, где је примио лоразепам и халоперидол и вештачку вентилацијом, са планом да омогући алкохолу са се природно метаболише, али нажалост није преживео.

## Мере превенције
Како упозорења о токсичности и смртоносности намерног или ненамерног гутања ових производа нису широко распрострањена, потребно је да сви субјекти одмах предузму додатне мере како би се  смањио ризик од могућег тровања, па се у том смислу предлаже:
- Масовнија едукацију јавности и здравствених радника о могућим последицама употребе дезифицијенаса, укључујући и медије,
- Побољшање квалитета налепница са посебним упозорењима на производим, о могућем тровању у случаку злоупотребе средства,
- Примена аутоматских дозатора. Наиме произвођач који производи средства за дезинфекцију руку на бази алкохола како би смањио ширење САРС-КоВ-2, он мора да садржај бочице испоручује са аутоматским дозаторима који се закључавају како би се смањила контаминација и побољшала сигурност. особа која их користе, посебно деце.[1]
- Непрестана едукација у области повећање свести о значају и последицама злоупотребе средстава за дезинфекцију код становништва
- Правовремено извештавања о злоупотребама средстава за дезинфекцију органима јавног здравља.[4]